# Liste der geschützten Landschaftsbestandteile im Kreis Soest
Die Liste der geschützten Landschaftsbestandteile im Kreis Soest nennt die geschützten Landschaftsbestandteile im Kreis Soest in Nordrhein-Westfalen.

## Anröchte
| Nummer   | Bezeichnung                               | Gemarkung     | Lage                              | Bemerkung | Bild |
| -------- | ----------------------------------------- | ------------- | --------------------------------- | --------- | ---- |
| A-An-001 | Teich Steinbreite nördlich des Bruchweges | Altengeseke   | (51° 32′ 51,4″ N, 8° 15′ 17,4″ O) |           |      |
| A-An-002 | Teich Rottenkuhle                         | Altengeseke   | (51° 32′ 52,7″ N, 8° 15′ 48,3″ O) |           |      |
| A-An-003 | Teich Marwitzgraben mit Schlehengebüsch   | Robringhausen | (51° 32′ 57,6″ N, 8° 15′ 57″ O)   |           |      |
| A-An-004 | 2 Teiche am Wasserhochbehälter            | Altengeseke   | (51° 32′ 38,3″ N, 8° 15′ 22″ O)   |           |      |

## Bad Sassendorf
| Nummer   | Bezeichnung                                                        | Gemarkung     | Lage                                                 | Bemerkung                        | Bild |
| -------- | ------------------------------------------------------------------ | ------------- | ---------------------------------------------------- | -------------------------------- | ---- |
| 2.004    | Ahsequelle mit Lohner Teich                                        | Lohne         | An der Teichstraße. (51° 35′ 12,5″ N, 8° 11′ 2,8″ O) |                                  |      |
| A-BS-001 | Schwarzpappelreihe NW Weslarn, am Wäldchen bei Bee                 | Weslarn       | (51° 37′ 38,4″ N, 8° 9′ 38,1″ O)                     |                                  |      |
| A-BS-002 | Teich + Gehölzbestand östlich Bettinghausen, westlich Bahnhof Horn | Bettinghausen | (51° 37′ 11,3″ N, 8° 12′ 40,7″ O)                    | teilweise in Erwitte (=A-Er-001) |      |
| A-BS-003 | Weiher mit Gehölzsaum südlich Bahnlinie                            | Bettinghausen | (51° 36′ 38,2″ N, 8° 11′ 55,2″ O)                    |                                  |      |
| A-BS-007 | Tümpel, Gehölzbestand, Feldflur SÖ Neuengeseke                     | Neuengeseke   | (51° 32′ 37,5″ N, 8° 12′ 49,7″ O)                    |                                  |      |

## Erwitte
| Nummer   | Bezeichnung                                                 | Gemarkung      | Lage                              | Bemerkung                               | Bild |
| -------- | ----------------------------------------------------------- | -------------- | --------------------------------- | --------------------------------------- | ---- |
| A-Er-001 | Kleingewässer westlich Bahnhof Horn                         | Merklinghausen | (51° 37′ 11,3″ N, 8° 12′ 40,7″ O) | teilweise in Bad Sassendorf (=A-BS-002) |      |
| A-Er-002 | Quelltümpel „Starker Graben“ mit Gehölzsaum westlich Stirpe | Stirpe         | (51° 37′ 12,5″ N, 8° 17′ 50,1″ O) |                                         |      |
| A-Er-003 | Kleingewässer im Acker südlich Bahnhof Horn                 | Merklinghausen | (51° 36′ 54,7″ N, 8° 12′ 47,2″ O) |                                         |      |
| A-Er-004 | Hutewald Rauksloh, SÖ Schmerlecke                           | Schmerlecke    | (51° 35′ 29,7″ N, 8° 16′ 3,3″ O)  |                                         |      |

## Geseke
| Nummer     | Bezeichnung                                    | Gemarkung    | Lage                              | Bemerkung | Bild |
| ---------- | ---------------------------------------------- | ------------ | --------------------------------- | --------- | ---- |
| 5.001      | 2 Eichen                                       | Ehringhausen | Am Friedhofsweg. ()               |           |      |
| 5.002      | 1 Rotbuche 12 Robinien                         | Störmede     | Am Kinderheim. ()                 |           |      |
| A-Ge-002   | Pfennigsteich                                  | Geseke       | (51° 38′ 25,4″ N, 8° 34′ 39″ O)   |           |      |
| A-Ge-004/1 | Wall und Hecke (Neue Landwehr Nord / 1)        | Geseke       | (51° 38′ 20,2″ N, 8° 34′ 23,3″ O) |           |      |
| A-Ge-004/2 | Wall und Hecke (Neue Landwehr Nord / 2)        | Geseke       | (51° 37′ 52,3″ N, 8° 34′ 20,1″ O) |           |      |
| A-Ge-008   | Wall und Hecke (Neue Landwehr Süd)             | Geseke       | (51° 37′ 9,6″ N, 8° 34′ 14″ O)    |           |      |
| A-Ge-009   | Wall + Hecke (Alte Landwehr)                   | Geseke       | (51° 36′ 50,9″ N, 8° 31′ 42,8″ O) |           |      |
| A-Ge-010   | Feuchtgebiet mit Gehölzbestand „Äggelten Paut“ | Geseke       | (51° 36′ 30,3″ N, 8° 31′ 27,8″ O) |           |      |

## Lippetal
| Nummer | Bezeichnung                       | Gemarkung                         | Lage                                              | Bemerkung | Bild |
| ------ | --------------------------------- | --------------------------------- | ------------------------------------------------- | --------- | ---- |
| 6.001  | 2 Blutbuchen                      | Hovestadt                         | Nordwalderstr. 11. (51° 39′ 18″ N, 8° 8′ 37,8″ O) |           |      |
| C 4.01 | Strängenbach/Wesendahlsbach       | Lippborg                          | ()                                                |           |      |
| C 4.02 | Wald südlich Stahlberg            | Lippborg                          | ()                                                |           |      |
| C 4.03 | Orchideenfläche Golfplatz         | Lippborg                          | ()                                                |           |      |
| C 4.04 | Teich Stockumer Holz              | Lippborg                          | ()                                                |           |      |
| C 4.05 | Stockumer Bach / Göttfricker Bach | Lippborg                          | ()                                                |           |      |
| C 4.06 | Feldgehölz am Meerbach            | Lippborg                          | ()                                                |           |      |
| C 4.07 | Teiche Linnenberg                 | Lippborg                          | ()                                                |           |      |
| C 4.08 | Feldgehölze Unterberg             | Herzfeld                          | ()                                                |           |      |
| C 4.09 | Landwehr Schachtrup               | Herzfeld                          | ()                                                |           |      |
| C 4.10 | Wälder in Assen                   | Lippborg                          | ()                                                |           |      |
| C 4.11 | Tongrube Bertram                  | Niederbauer                       | ()                                                |           |      |
| C 4.12 | Ahsefluss                         | Brockhausen, Nordwald, Schoneberg | ()                                                |           |      |
| C 4.13 | Bachlauf Rosenaue                 | Brockhausen                       | ()                                                |           |      |
| C 4.14 | Am Wietin                         | Brockhausen                       | ()                                                |           |      |
| C 4.15 | Feldgehölz Wurzelort              | Herzfeld                          | ()                                                |           |      |
| C 4.16 | Steinbach                         | Herzfeld                          | ()                                                |           |      |

## Lippstadt
| Nummer | Bezeichnung               | Gemarkung                    | Lage                                                                        | Bemerkung | Bild                       |
| ------ | ------------------------- | ---------------------------- | --------------------------------------------------------------------------- | --------- | -------------------------- |
| 7.005  | 2 Platanen                | Lippstadt                    | Grundstück Eichendorfstraße 33. (51° 40′ 57,3″ N, 8° 21′ 0,6″ O)            |           |                            |
| 7.006  | 2 Buchen, 1 Eiche         | Lippstadt                    | Vinzenzkolleg an der Oststraße. (51° 40′ 22,3″ N, 8° 21′ 10,7″ O)           |           |                            |
| 7.007  | 1 Buche, 1 Schwarzkiefer  | Lippstadt                    | Gegenüber dem Bootshaus, Geiststraße 49c. (51° 40′ 32,3″ N, 8° 21′ 10,5″ O) |           |                            |
| 7.011  | 9 Eichen                  | Bad Waldliesborn             | Südlich des Walkenhausweges. (51° 42′ 57,3″ N, 8° 20′ 15,2″ O)              |           |                            |
| 7.015  | 1 Schlitzblättrige Buche  | Overhagen                    | Auf dem Spielplatz am Schlosspark. (51° 39′ 34,5″ N, 8° 18′ 36,4″ O)        |           |                            |
| 7.016  | 1 Sumpfzypressengruppe    | Overhagen                    | Am Schlossteich nordöstlich des Schlosses. (51° 39′ 31,5″ N, 8° 18′ 31″ O)  |           |                            |
| 7.021  | 1 Mammutbaum              | Cappel                       | Auf dem Stiftsgelände. (51° 40′ 54,1″ N, 8° 17′ 50,1″ O)                    |           | Mammutbaum am Stift Cappel |
| C 4.17 | Obstbaumreihen Eickelborn | Eickelborn                   | (51° 38′ 56,2″ N, 8° 13′ 44,1″ O)                                           |           |                            |
| C 4.18 | Steinbecke                | Benninghausen, Herringhausen | (51° 39′ 20,5″ N, 8° 15′ 41,4″ O)                                           |           |                            |
| C 4.19 | Glenne                    | Bad Waldliesborn             | (51° 42′ 25,5″ N, 8° 18′ 15,9″ O)                                           |           | Brandscherenteich          |
| C 4.20 | Feuchtgebiet Cappel       | Bad Waldliesborn             | ()                                                                          |           |                            |
| C 4.21 | Brandscherenteich         | Bad Waldliesborn             | (51° 42′ 26,6″ N, 8° 18′ 31,4″ O)                                           |           | Brandscherenteich          |
| C 4.22 | Boker Kanal               | Lippstadt                    | (51° 41′ 51″ N, 8° 21′ 6,5″ O)                                              |           | Boker-Heide-Kanal          |

## Möhnesee
| Nummer | Bezeichnung                         | Gemarkung           | Lage                             | Bemerkung             | Bild |
| ------ | ----------------------------------- | ------------------- | -------------------------------- | --------------------- | ---- |
|        | Talabschnitt „Unterlauf der Merpke“ | Völlinghausen/Möhne | (51° 29′ 8,3″ N, 8° 12′ 32,4″ O) | teilweise in Warstein |      |

## Rüthen
| Nummer   | Bezeichnung               | Gemarkung   | Lage                              | Bemerkung | Bild |
| -------- | ------------------------- | ----------- | --------------------------------- | --------- | ---- |
| A-Rü-008 | Teich „Vor der Sandkaule“ | Kallenhardt | (51° 26′ 51″ N, 8° 25′ 10,4″ O)   |           |      |
| A-Rü-009 | Steinbruch „Lehreichen“   | Kallenhardt | (51° 26′ 37,6″ N, 8° 25′ 12,8″ O) |           |      |

## Soest
| Nummer   | Bezeichnung                              | Gemarkung | Lage                                                | Bemerkung | Bild                  |
| -------- | ---------------------------------------- | --------- | --------------------------------------------------- | --------- | --------------------- |
| 10.012   | Steinbruch                               | Soest     | Soest, Am Silberg. (51° 33′ 41,1″ N, 8° 8′ 17,6″ O) |           | Steinbruch am Silberg |
| 10.013   | Teich                                    | Soest     | Soest, Oelmüllerweg 71. ()                          |           |                       |
| 10.014   | Teich                                    | Soest     | Soest, Bördeschule. ()                              |           |                       |
| 10.015   | Steilufer Soestbach                      | Soest     | Soest, Südlich Meister-Godert-Weg. ()               |           |                       |
| 10.016   | 2 Teiche                                 | Soest     | Soest, Südlich Meister-Godert-Weg. ()               |           |                       |
| A-So-003 | Tümpel + Ufervegetation westlich Hattrop | Hattrop   | (51° 34′ 59,6″ N, 8° 3′ 10,5″ O)                    |           |                       |

## Warstein
| Nummer   | Bezeichnung                                                       | Gemarkung  | Lage                                            | Bemerkung             | Bild |
| -------- | ----------------------------------------------------------------- | ---------- | ----------------------------------------------- | --------------------- | ---- |
| 11.002   | 2 Ahorn                                                           | Suttrop    | Westlich der Straße In der Delle in Suttrop. () |                       |      |
| A-Wa-001 | 1 Doline mit Gehölzbestand südlich Bolten- und Konekenhof         | Waldhausen | (51° 30′ 47,7″ N, 8° 16′ 2,3″ O)                |                       |      |
| A-Wa-003 | ehemalige Lehmgrube mit Feuchtbiotopen + Birken-Weiden-Sukzession | Allagen    | (51° 29′ 19,2″ N, 8° 13′ 22,9″ O)               |                       |      |
| A-Wa-004 | Felsklippen „Külbensteine“                                        | Belecke    | (51° 29′ 27,5″ N, 8° 19′ 59,4″ O)               |                       |      |
| A-Wa-006 | Rüthers Steinbruch südlich Suttrop                                | Suttrop    | (51° 26′ 57,2″ N, 8° 22′ 36,6″ O)               |                       |      |
|          | Talabschnitt „Unterlauf der Merpke“                               | Allagen    | (51° 29′ 8,3″ N, 8° 12′ 32,4″ O)                | teilweise in Möhnesee |      |

## Welver
| Nummer | Bezeichnung           | Gemarkung   | Lage                                      | Bemerkung | Bild |
| ------ | --------------------- | ----------- | ----------------------------------------- | --------- | ---- |
| 12.001 | Teich (Kapellenteich) | Kirchwelver | Kirchwelver, nördlich Beckumer Straße. () |           |      |

## Wickede (Ruhr)
| Nummer | Bezeichnung      | Gemarkung | Lage                                                                   | Bemerkung | Bild |
| ------ | ---------------- | --------- | ---------------------------------------------------------------------- | --------- | ---- |
| 14.001 | 2 Platanen       | Wickede   | Wickeder Stahlwerke Hauptstraße 4 (B 63), vor der Villa in Wickede. () |           |      |
| 14.003 | 1 Eiche, 1 Buche | Wickede   | Parkplatz Kirchstraße/Christian-Liebrecht Straße in Wickede. ()        |           |      |
| 14.004 | 4 Eichen         | Wimbern   | Auf dem Grundstück Feldweg 16 in Wimbern. ()                           |           |      |